# Dermatobotrys saundersii
Dermatobotrys saundersii là một loài thực vật có hoa trong họ Huyền sâm. Loài này được Bolus mô tả khoa học đầu tiên năm 1890.